# ICE 1
Les ICE 1 sont la première génération d'InterCityExpress de la Deutsche Bahn. Il s'agit de rames automotrices électriques, mises en service à partir de 1989.

## Historique
Les ICE 1 produits à 90 exemplaires sont composés de 2 motrices encadrant 10 à 14 voitures (longueur 26,4 mètres), fournies par le groupement AEG, ABB, Duewag, Siemens, Krauss-Maffei, Krupp, Thyssen – Henschel, LHB et MBB. Cette première génération a été conçue pour rouler à 280 km/h, l’ICE1 dispose de 4800 kW dans chacune de ses motrices.
En 2005, la DB a rénové les ICE 1 et a généralisé la composition avec 12 voitures intermédiaires. En 2018, la DB décide de moderniser et raccourcir 58 des 90 rames à 9 voitures intermédiaires. La désignation de ces compositions pour la DB est "ACE 1 LDV" (Lebensdauerverlängerung) et leur durée de vie est ainsi prolongée jusqu'en 2030. Les coûts de ces rénovations prévues jusqu'en 2024 est de 320 millions d'Euros. Les motrices sont équipées du système européen ETCS niveau 3.

### Liaisons avec la Suisse
Le premier ICE 1 a débuté le service commercial en 27 septembre 1992. 19 rames ont été adaptées pour les systèmes de signalisation de Suisse (et des archets de pantographes de 1,65 m au lieu de 1,90 m) et 10 pour l’Autriche. Les séries 401 en service en Suisse ont été remplacées le 14 juin 2020 sur toutes les relations Allemagne - Suisse par des ICE 4, série 412.